# Портарија (Грчка)
Портарија (грч. Πορταριά) је насељено место у општини Нова Пропонтида у периферији Средишња Македонија, Грчка. Према попису из 2021. године било је 1.193 становника.
Према бугарском географу и историчару, Василу Канчову, у Портарији је 1900. године живело 250 Грка.